# Peter Markland
Peter Richard Markland (* 13. April 1951 in Bolton, Lancashire) ist ein englischer Schachspieler. Er war Mitglied der englischen Mannschaft bei den Schacholympiaden 1972 und 1974 sowie bei der Mannschaftseuropameisterschaft 1973.
Seine Elo-Zahl beträgt 2390 (Stand: Juli 2016), er wird jedoch als inaktiv geführt, da er seit 1974 keine gewertete Partie mehr gespielt hat. Seine höchste Elo-Zahl von 2510 erreichte er im Juli 1971, er führte damals die englische Eloliste an. Seit 2021 trägt er den Titel eines FIDE-Meisters.
Seit 1984 ist Peter Markland Großmeister im Fernschach. Seine Elo-Zahl im Fernschach beträgt 2418, basierend auf 93 gewerteten Partien.

## Turniererfolge
- Hastings 1970/71: 2.–6. Platz
- Slater Young Masters 1971: 1./2. Platz